# Osiedle Kopernika (Skierniewice)
Osiedle Kopernika – osiedle mieszkaniowe położone w Skierniewicach.

## Charakter osiedla
Osiedle charakteryzuje się zabudową bloków czteropiętrowych zbudowanych na początku lat siedemdziesiątych XX wieku.  Osiedle otoczone jest ulicami Mszczonowska, Rondo Solidarności, Aleją Niepodległości oraz ulicą Mikołaja Kopernika.
Na osiedlu znajduje się Zakład Ubezpieczeń Społecznych (ZUS) oraz Powiatowy Urząd Pracy.

## Komunikacja
Osiedle posiada połączenia autobusowe Miejskich Zakładów Komunikacji w Skierniewicach: linie nr 6, 7, 10. 